# Выбел (село)
Выбел (болг. Въбел) — село в Болгарии. Находится в Плевенской области, входит в общину Никопол. Население составляет 773 человека.

## Политическая ситуация
В местном кметстве Выбел, в состав которого входит Выбел, должность кмета (старосты) исполняет Дарин Георгиев Кинов (Болгарская социалистическая партия (БСП)) по результатам выборов.
Кмет (мэр) общины Никопол — Валерий Димитров Желязков (Болгарский земледельческий народный союз (БЗНС)) по результатам выборов.